# Adolph Törneros

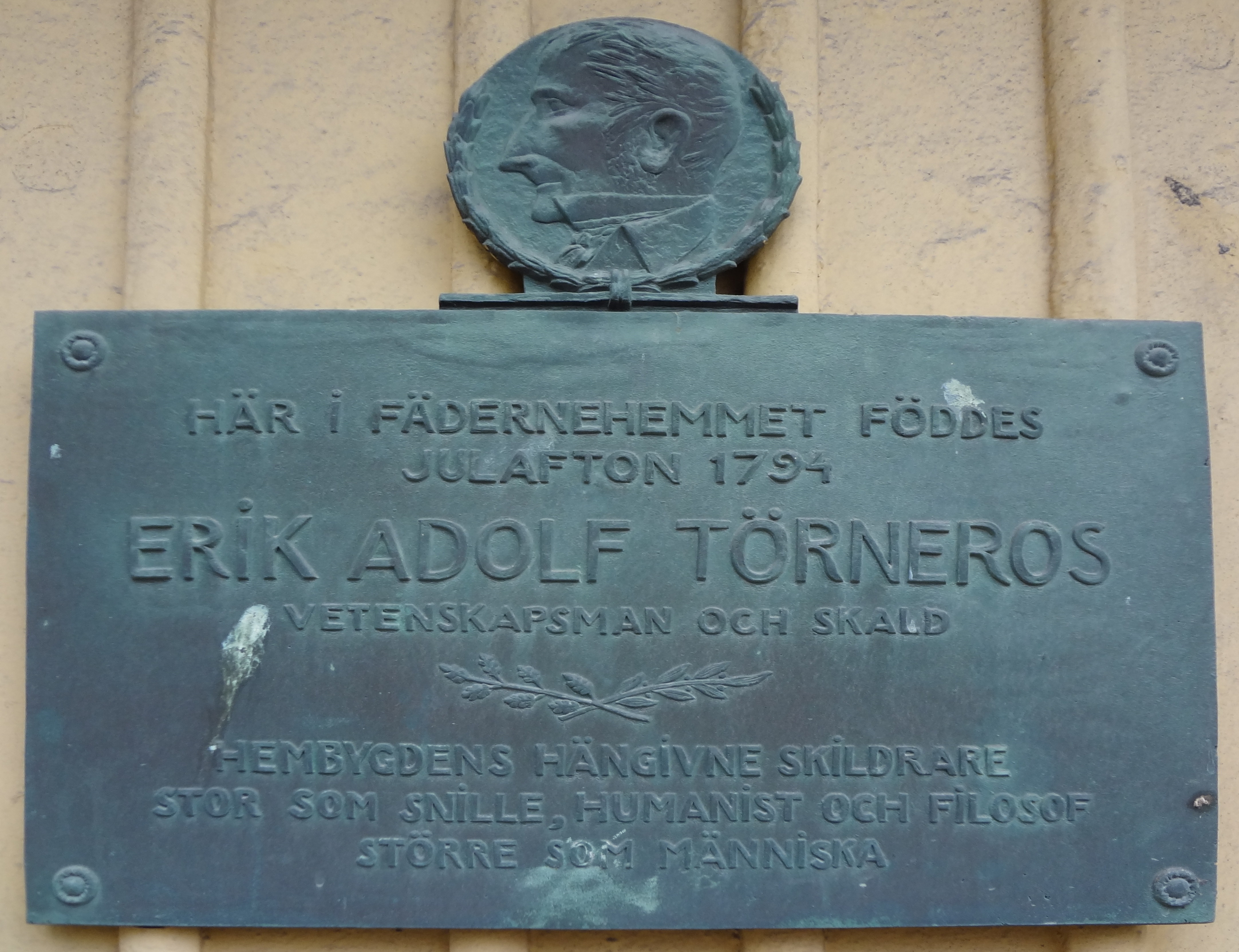
Skylt vid Törneros födelsehus i Eskilstuna på Kyrkogatan 16, kallat Törnerosgården.

Adolph Törneros, född 24 december 1794 i Eskilstuna, död 20 januari 1839 i Uppsala, var en svensk filolog, universitetslärare och humanist. Han är emellertid mest känd för sina brev och dagboksanteckningar.

## Biografi
Fadern, som dog då Törneros var nio år gammal, var postmästare och organist i Eskilstuna. Vid endast 13 års ålder måste Törneros börja bidra till sitt uppehälle, som informator. 1812 skrevs han in som student vid Uppsala universitet. Hans ankomst till Uppsala inträffade alltså vid en tid, då man börjat tala om en "ny skola" i vitterhet och filosofi, och det var uppenbart att en man som Törneros skulle påverkas av denna "skola". Avgörande för hans estetik och världsuppfattning var bekantskapen med Phosphoros och Erik Gustaf Geijers tidigare avhandlingar. Törneros tog sin examen med utmärkelse 1818 och blev året därpå utnämnd till docent i latin. Efter att i nio år som oavlönad docent ha dragit sig fram med enskild undervisning och korrigeringar av studenternas latinska skrifter blev han 1828 adjunkt i litterae humaniores efter Johan Tranér. Sedan även professorn i latin, Carl Johan Lundvall, lämnat universitetet, blev Törneros 1832 hans efterträdare. Hans föreläsningar omtalas som hänförande, trots att hans föredrag varken var flytande eller avrundat. Vad han sade framkom liksom stackato. Men man kände, att han gav sig själv; det var liv, eld, humor i hans tal, som fängslade och stimulerade.
Uppdraget att sköta den efter Pehr Fabian Aurivillius lediga estetiska professuren utgjorde ett avbrott i Törneros latinska lärarverksamhet. Han tog detta uppdrag motvilligt och skötte han det från höstterminen 1829 till samma termin 1832 men beklagade sin oförmåga. Han var dock så road och intresserade av det att, som Atterbom anmärkte, han verkade skapt för just det. Hans omfattande kunskaper i romersk och grekisk, samt modern litteratur kom till nytta. Hos Jean Paul och senare hos Goethe fick han de mest fruktbärande litterära intrycken. Benämningen "Den svenske Jean Paul", som getts honom, är så till vida slående, som han i sin sensibilitet är en vän och till sitt uttryckssätt en direkt lärjunge till den tyske prosaisten. Törneros blev bekant med Atterbom, Geijer, Palmblad med flera och var en välkommen gäst i de kretsar, som rörde sig kring dem och hos överstinnan Malla Silfverstolpe. Han spelade piano och var en uttrycksvirtuos i kammarsång. Det bidrog också till att göra honom eftersökt. Dessemellan levde han ett förlängt studentliv i tre rum överfyllda av böcker.
Från bokdamm och krior flydde han under ferierna till ett par familjer som han varit lärare hos. Det var den Ulfsparreska på Ekhamn nära Uppsala och den Trolle-Löwenska på Sjösa i Södermanland samt den gamla grevinnan Löwens urgamla änkesäte Gräfsten i Östergötland. Ett par av hans utflykter sträckte sig till Skåne och till Köpenhamn. Även om dessa resor nu förefaller obetydliga har de gett vår litteratur några av dess vackraste prydnader. Törneros beskrev dem nämligen i en del brev till några av sina vänner, en ryttmästare friherre Melker Falkenberg, vice bibliotekarien P. von Afzelius i Uppsala, Karl August Nicander med flera, Han gav i dem förtjusande små genrebilder ur verkligheten, naturskildringar, biktartade stycken ur sitt själsliv, alla genomträngda av samma höghet och renhet. Även då han bara berättar nyheter, läser man honom gärna. Om än i ett och annat fall något ålderdomligt damm lagt sig över hans berättelser, har de å andra sidan ofta legat till sig och fått karaktären av kulturbilder.

### Eftermäle
Kort efter hans död utgavs en samling av dessa brev, utökade med kortare och längre dagboksanteckningar, men utgivaren, Erik August Schröder, fick avsevärd kritik. Bland annat har han endast tagit med begynnelsebokstäverna till de flesta i samlingen förekommande egennamnen, såväl på personer som platser. Schröder gjorde även stilistiska ingrepp i texten och därmed förvanskade den. Även andra utgåvan av hans brev, utgiven av Richard Bergström, innehåller förvanskningar och oriktigheter. Det var först med Nils Afzelius utgåva för Svenska Vitterhetssamfundet som Törneros brev och dagboksanteckningar återgavs både i sin helhet och autentiskt. Utgåvan i fem delar, fördelat på 11 häften, blev fullständig under hösten 2015 med en kommentarsdel utförd av Torkel Stålmarck.
Främst för sina brev räknas Törneros till Sveriges klassiska författare. Det är inlevelsen i varje naturskildring, den utomordentligt personliga tolkningen av varje landskapskaraktär, som gör Törneros till en så märklig och säregen personlighet bland landets många naturentusiaster. Han analyserar landskapets själsliv med poetisk tolkning, på samma gång som han med en sällsynt stämningskraft tolkar sina egna känslor. Djupsinnig och fantasirik, kvick och konstnärligt känslig för valörer, var Törneros genomträngd av romantikens estetiska kultur. Klassiskt är även hans latin, som aldrig är mosaikarbete, utan vittnar om den språket fullt behärskande mästaren och till och med är mera osökt än någon gång hans svenska. Törneros dog efter en några veckors sjukdom sedan han blivit vald till Uppsala universitets rektor 1839. Atterbom, Geijer, Zedritz med flera besjöng hans minne.
Adolf Törneros ligger begravd på Uppsala gamla kyrkogård.

### Akademisk litteratur
Adolf Törneros lärda skrifter är följande: 
- Supplementa quaedam in lexica graeca recentiora (part. 1–3, 1818)
- De Lactantii elocutione fere ciceroniana (part. 1, 2, 1819)
- De varia descriptione populi romani sub regibus (part. 1–4, 1826)
- De finibus artium ingenuarum (sect. 1, 1832)
- Specimina critica in libros Ciceronis de legibus (part. 1–4, 1833)
- Specimina critica in Ciceronis Brutum (part. 1–4, 1835–36)
- De vi et usu praescriptionum in formulis praetoriis (pars 1, 1836)

### Språklexika
Därjämte granskade och till en del omarbetade han förra hälften av det av 
- J. O. Leffler översatta L. Ramshorns Synonymiskt handlexikon över latinska språket (1838–46) samt
- efterlämnade i handskrift Svenskt och latinskt supplementarlexikon (redigerat och tillökt av N. V. Ljungberg 1843).

### Brev och dagboksanteckningar
- Bref och dagboks-anteckningar. Upsala: Leffler och Sebell. 1840-1842. Libris 379817. https://runeberg.org/atboda
- Ett poetiskt minne / bref från Adolf Törneros till Gustaf Wilhelm Gumælius. Örebro. 1881. Libris 19979469. http://hdl.handle.net/2077/50498
- Bref och dagboksanteckningar (Ny upplaga utgifven af Rich. Bergström). Stockholm: Fahlcrantz & co. 1891. Libris 1627110
- Brev och dagboksanteckningar. Stockholm: Svenska vitterhetssamfundet. 1950-. Libris 111275
  -  Del 1, Brev 1810-1825 / utgivna av Nils Afzelius. 1952. Libris 18151227. https://litteraturbanken.se/forfattare/TornerosA/titlar/BrevOchDagbok1/info
  -  Del 2, Brev 1826-1829 / utgivna av Nils Afzelius. 1957. Libris 18151228. https://litteraturbanken.se/forfattare/TornerosA/titlar/BrevOchDagbok2/info
  -  Del 3, Brev 1830-1838 / utgivna av Nils Afzelius. 1960. Libris 18151230. https://litteraturbanken.se/forfattare/TornerosA/titlar/BrevOchDagbok3/info
  -  Del 4, Dagboksanteckningar ; Sommar-odyssé / utgivna av Nils Afzelius. 1962. Libris 18151229. https://litteraturbanken.se/forfattare/TornerosA/titlar/BrevOchDagbok4/info
  -  Del 5, Kommentar / av Torkel Stålmarck ; under redaktion av Petra Söderlund och Barbro Ståhle Sjönell. Svenska författare utgivna av Svenska vitterhetssamfundet, 0346-7864 ; XX : tionde häftet. Stockholm: Svenska vitterhetssamfundet. 2015. Libris 18467667. ISBN 9789172301757
  -  Del 5, Kommentar till tredje delen. Svenska författare utgivna av Svenska vitterhetssamfundet, 0346-7864 ; XX : elfte häftet. Stockholm: Svenska vitterhetssamfundet. 2016. Libris 19076598. ISBN 9789172301771
- Resebrev / i urval och med inledning av Per Wästberg ; samt under redaktion av Jonas Ellerström. Svenska klassiker - utgivna av Svenska akademien. Stockholm: Atlantis. 2009. Libris 21501461. https://litteraturbanken.se/forfattare/TornerosA/titlar/Resebrev/info

### Artiklar
Slutligen må nämnas, att han författade recensioner och andra artiklar i 
- Svensk litteraturtidning och Svenska litteraturföreningens tidning, Svea (Om den cesthetiska contemplationens innehåll och gränser, ofullb., 1831),
- Scandia (Blick på den latinska språklärans behandling i närvarande tid, 1835) och
- Mimer (Om mythologiens begrepp, 1839).

### Föreläsningar och annat outgivet
Törneros outgivna skrifter, föreläsningar från hans latinska och estetiska lärartid, finnas nu i universitetsbiblioteket i Uppsala.

## Biografier
- Atterboms och R. Bergströms biografier över Törneros i de båda upplagorna av hans bref;
- Malla Montgomery-Silfverstolpe, Memoarer, I–IV (1908–11),
- O. Östergren, Stilistiska studier i T:s språk (1905),
- F. Book i Svenska litteraturens historia (II: 148), och R. G:son Berg i Sörmlandsboken (1918).
- Siwertz, Sigfrid (1961). Adolf Törneros : försök till ett porträtt. Svenska akademiens minnesteckningar, 0346-6361. Stockholm: Norstedt. Libris 876834. https://litteraturbanken.se/f%C3%B6rfattare/SiwertzS/titlar/AdolfT%C3%B6rneros/sida/I/faksimil